# U-281
Unterseeboot 281 foi um submarino alemão do Tipo VIIC, pertencente a Kriegsmarine que atuou durante a Segunda Guerra Mundial.
O U-281 esteve em operação entre os anos de 19543 e 1945, realizando neste período quatro patrulhas de guerra. O submarino foi rendido no dia 9 de maio de 1945 em Kristiansand-Süd, Noruega. Foi afundado no dia 30 de novembro de 1945 como parte da Operação Deadlight.

## Comandantes
| Comandante                | Data                                        |
| ------------------------- | ------------------------------------------- |
| Kptlt. Heinz von Davidson | 27 de fevereiro de 1943 - 8 de maio de 1945 |

## Subordinação
| Período                                       | Flotilha                                |
| --------------------------------------------- | --------------------------------------- |
| 27 de fevereiro de 1943 - 31 de julho de 1943 | 8. Unterseebootsflottille (treinamento) |
| 1 de agosto de 1943 - 9 de novembro de 1944   | 7. Unterseebootsflottille (fronte)      |
| 10 de novembro de 1944 - 8 de maio de 1945    | 33. Unterseebootsflottille (fronte)     |

## Operações conjuntas de ataque
O U-281 participou das seguinte operações de ataque combinado durante a sua carreira:
- Rudeltaktik Schlieffen (16 de outubro de 1943 - 22 de outubro de 1943)
- Rudeltaktik Siegfried (22 de outubro de 1943 - 27 de outubro de 1943)
- Rudeltaktik Siegfried 2 (27 de outubro de 1943 - 30 de outubro de 1943)
- Rudeltaktik Körner (30 de outubro de 1943 - 2 de novembro de 1943)
- Rudeltaktik Tirpitz 3 (2 de novembro de 1943 - 8 de novembro de 1943)
- Rudeltaktik Eisenhart 9 (9 de novembro de 1943 - 11 de novembro de 1943)
- Rudeltaktik Rügen (14 de janeiro de 1944 - 26 de janeiro de 1944)
- Rudeltaktik Hinein (26 de janeiro de 1944 - 3 de fevereiro de 1944)
- Rudeltaktik Igel 2 (3 de fevereiro de 1944 - 17 de fevereiro de 1944)
- Rudeltaktik Hai 2 (17 de fevereiro de 1944 - 22 de fevereiro de 1944)
- Rudeltaktik Preussen (22 de fevereiro de 1944 - 23 de fevereiro de 1944)